# Иуст из Ачеренцы
Иуст (Юст; умер в 500) — святой епископ Ачеренцы. День памяти —
Святой Иуст, живший в конце V века, был первым епископом Ачеренцы. Свидетельство о том, что он принимал участие в соборе в Риме в 499 году, хранится в переписке святого папы римского Симмаха. Папа Геласий I упоминал о нём в письме, именуя его Giusto Vescovo Acherontino. Епископ Иуст умер год спустя и стал почитаем как святой.